# Подводные лодки типа I-176
Подводные лодки типа I-176 (яп. 伊一七六型潜水艦), также известные как тип «KD7» — серия японских дизель-электрических подводных лодок периода Второй мировой войны. Стали дальнейшим развитием серии подводных лодок типа I-168. Всего в 1937—1943 годах было построено 10 лодок этого типа, активно использовавшихся в годы войны. В начале 1943 года, три из них были переоборудованы в транспортные. Все подводные лодки этого типа погибли в боях или затонули в 1943—1944 годах.

## Представители
| Заводской номер   | Дата закладки    | Спуск на воду   | Ввод в строй     | Судьба                                                                              |
| ----------------- | ---------------- | --------------- | ---------------- | ----------------------------------------------------------------------------------- |
| I-76 с 1942 I-176 | 15 сентября 1937 | 7 июня 1941     | 4 августа 1942   | потоплена эсминцами «Фрэнкс», «Хэггард» и «Джонстон» близ Новой Гвинеи, 16 мая 1944 |
| I-77 с 1942 I-177 |                  | 20 декабря 1941 | 26 декабря 1942  | потоплена эсминцем «Сэмюэл С. Майлз» у островов Палау, 3 октября 1944               |
| I-78 с 1942 I-178 |                  | 24 февраля 1942 | 26 декабря 1942  | потоплена патрульным судном USS SC 669 близ Соломоновых Островов, 29 мая 1943       |
| I-79 с 1942 I-179 |                  | 16 июля 1942    | 18 июня 1943     | затонула во Внутреннем Японском море 14 июля 1943, поднята в 1957                   |
| I-80 с 1942 I-180 |                  | 7 февраля 1942  | 15 января 1943   | потоплена эсминцем «Гилмор» в районе Алеутских островов, 26 апреля 1944             |
| I-81 с 1942 I-181 |                  | 2 мая 1942      | 24 мая 1943      | потоплена американскими эсминцами у архипелага Бисмарка, 16 января 1944             |
| I-82 с 1942 I-182 |                  | 30 мая 1942     | 10 мая 1943      | потоплена эсминцем «Уодсворт» близ Соломоновых Островов, 1 сентября 1943            |
| I-83 с 1942 I-183 |                  | 21 января 1943  | 3 октября 1943   | потоплена подводной лодкой «Поги» близ пролива Бунго, 28 апреля 1944                |
| I-84 с 1942 I-184 |                  | 12 декабря 1942 | 15 октября 1943  | потоплена самолётом с авианосца «Сауонни» близ атолла Гуам, 19 июня 1944            |
| I-85 с 1942 I-185 |                  |                 | 23 сентября 1943 | потоплена эсминцами «Ньюкомб» и «Чендлер» близ Сайпана, 22 июня 1944                |